# 查爾瓦約克山 (胡寧大區)
12°06′14″S 75°35′39″W / 12.10389°S 75.59417°W
查爾瓦約克山（Challwayuq），是秘魯的山峰，位於該國中部胡寧大區，由康塞普西翁省的聖何塞德克羅區負責管轄，屬於秘魯中部山脈的一部分，海拔高度4,400米。